# 360도 카메라

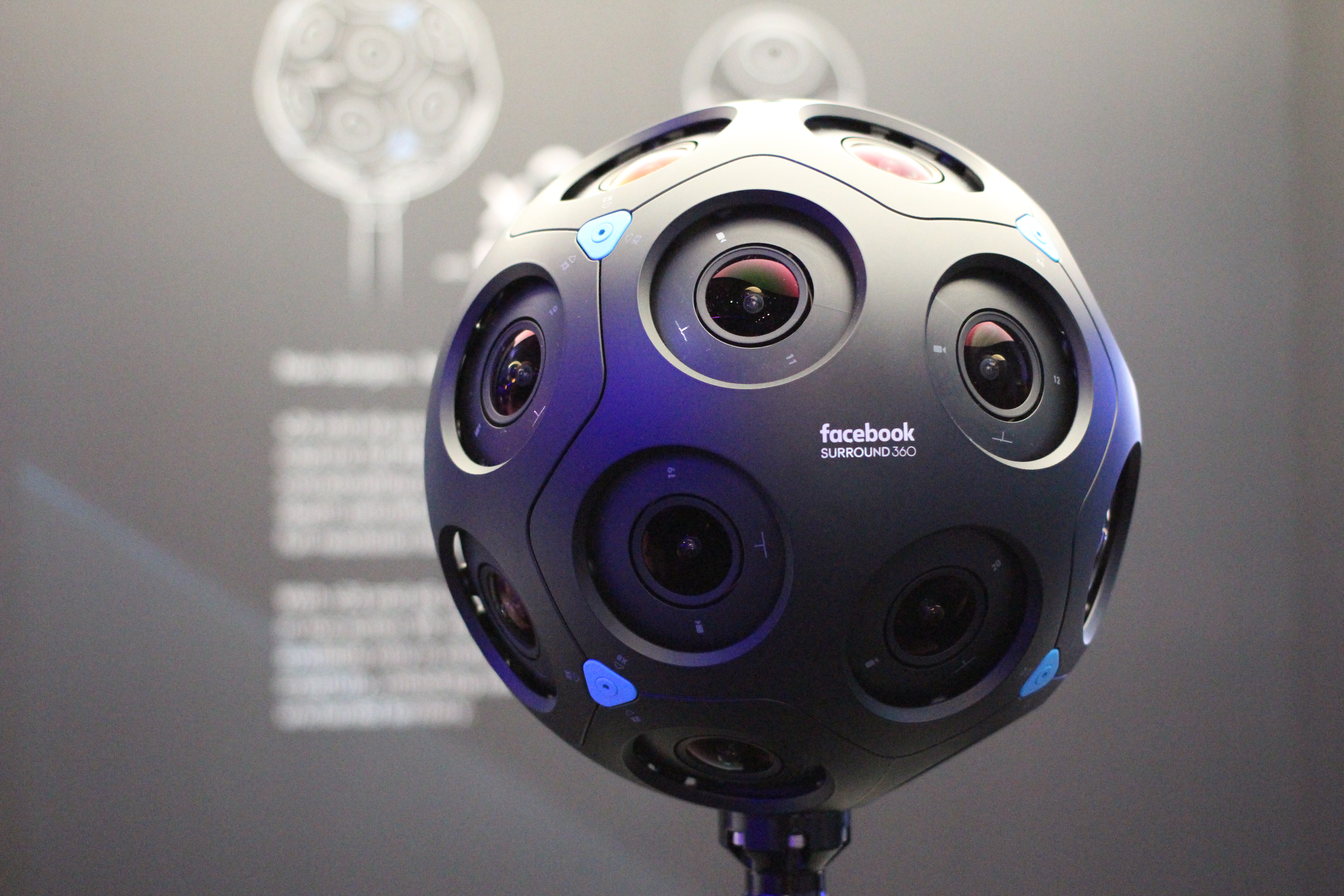
페이스북이 개발자를 대상으로 선보인 360도 카메라 서라운드 360 x24

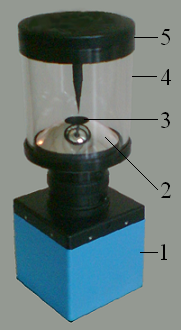
두 개의 거울이 있는 전방향 카메라.
1. 카메라
2. 하부 거울
3. 조리개
4. 유리 하우징
5. 커버와 상부 거울(숨김)

360도 카메라는 수평 및 상하 360도를 전방향 촬영해 구면 사진 및 영상을 만드는 카메라다. 360도의 구면 이미지와 영상이 가상현실(VR) 감상 컨텐츠로 사용된다는 점에서 'VR 카메라'로 불리기도 한다. 대중화되지 않은 제품이었으나 2013년 리코의  THETA를 시작으로 삼성전자의 삼성 기어 360과 LG전자의 LG 360 CAM과 같은 소비자 대상의 작고 가벼운 상대적으로 저렴한 가격의 제품이 출시되기 시작했다.

## 설명
전방향 카메라(omnidirectional camera) 또는 360도 카메라(360-degree camera)는 대략 전체 구 또는 수평면에서 적어도 완전한 원을 포괄하는 시야를 갖는 사진기이다. 전방향 카메라는 파노라마 사진 및 로봇공학과 같이 넓은 시야 범위가 필요한 분야에서 중요하다.
카메라는 일반적으로 몇 도에서 최대 180° 범위의 시야를 갖는다. 이는 반구를 통해 카메라 초점 (광학)에 떨어지는 빛을 최대한 포착한다는 의미이다. 이와 대조적으로 이상적인 전방향 카메라는 전체 구를 포괄하면서 초점에 떨어지는 모든 방향의 빛을 포착한다. 그러나 실제로는 대부분의 전방향 카메라가 전체 구를 커버하지 않는다. 전방향이라고 불리는 많은 카메라는 구의 적도를 따라 전체 360°를 커버하지만 상단과 하단은 제외한다. 전체 구를 덮는 경우 포착된 광선은 단일 초점에서 정확히 교차하지 않는다.
360도 이미지를 생성하기 위해 다양한 기술을 사용할 수 있다.

## 같이 보기
- 파노라마
- 라이트 필드 카메라